# Chbab Srey
 (avril 2021).
La mise en forme du texte ne suit pas les recommandations de Wikipédia : il faut le « wikifier ».
Les points d'amélioration suivants sont les cas les plus fréquents :
- Les titres sont pré-formatés par le logiciel. Ils ne sont ni en capitales, ni en gras.
- Le texte ne doit pas être écrit en capitales (les noms de famille non plus), ni en gras, ni en italique, ni en « petit »…
- Le gras n'est utilisé que pour surligner le titre de l'article dans l'introduction, une seule fois.
- L'italique est rarement utilisé : mots en langue étrangère, titres d'œuvres, noms de bateaux, etc.
- Les citations ne sont pas en italique mais en corps de texte normal. Elles sont entourées par des guillemets français : « et ».
- Les listes à puces sont à éviter, des paragraphes rédigés étant largement préférés. Les tableaux sont à réserver à la présentation de données structurées (résultats, etc.).
- Les appels de note de bas de page (petits chiffres en exposant, introduits par l'outil «  Source ») sont à placer entre la fin de phrase et le point final[comme ça].
- Les liens internes (vers d'autres articles de Wikipédia) sont à choisir avec parcimonie. Créez des liens vers des articles approfondissant le sujet. Les termes génériques sans rapport avec le sujet sont à éviter, ainsi que les répétitions de liens vers un même terme.
- Les liens externes sont à placer uniquement dans une section « Liens externes », à la fin de l'article. Ces liens sont à choisir avec parcimonie suivant les règles définies. Si un lien sert de source à l'article, son insertion dans le texte est à faire par les notes de bas de page.
- La présentation des références doit suivre les conventions bibliographiques. Il est recommandé d'utiliser les modèles {{Ouvrage}}, {{Chapitre}}, {{Article}}, {{Lien web}} et/ou {{Bibliographie}}. Le mode d'édition visuel peut mettre en forme automatiquement les références.
- Insérer une infobox (cadre d'informations à droite) n'est pas obligatoire pour parachever la mise en page.

Pour une aide détaillée, merci de consulter Aide:Wikification.
Si vous pensez que ces points ont été résolus, vous pouvez retirer ce bandeau et améliorer la mise en forme d'un autre article.
 (avril 2021).
Le Chbab Srey (traduction khmère : chbab signifie code et srey signifie femme) est un code de « bonne » conduite traditionnel cambodgien, dans lequel les femmes sont encouragées à adopter un comportement obéissant, particulièrement envers leur mari. Sous une forme d’un recueil de poèmes didactiques, le chbab srey contraint la femme à demeurer au foyer, éviter toute confrontation et servir son mari. Son enseignement se fait à l’école, à la maison et par les moines. Ce code de conduite s’est transmis de génération en génération jusqu’en 2007 (pour la version du roi Ang Dung) et jusqu’en 2016 (pour la version de Moeurn Mai). Bien que le chbab srey ne soit plus enseigné, le code de conduite laisse en héritage une pensée traditionnelle dont certains s’y réfèrent toujours.  

## Origine

### Une tradition orale
Du XIVe   au   XIXe siècle, l’enseignement du Chbab Srey se fait principalement à l’oral. Son origine se réfère aux méthodes traditionnelles d’enseignement au Cambodge. En raison des influences monarchiques et bouddhiques, l’éducation cambodgienne en période précoloniale vise à solidifier la hiérarchisation sociale déjà établie. L’enseignement se donne dans les temples-écoles locaux. Les filles y sont interdites d’accès, en raison des distractions qu’elles peuvent représenter pour les moines bouddhistes. Alors que les garçons apprennent à lire les textes sacrés du bouddhisme en khmer, les filles sont contraintes à rester à l’intérieur. Traditionnellement, elles respectent le « chol mlub », qui signifie « entrer dans l’ombre ». Ainsi, les filles passent la journée à domicile, où elles apprendront très tôt les responsabilités domestiques. L’enseignement du Chbab Srey débute donc à la maison.

### Contribution du roi Ang Duong
La littérature khmère se distingue à partir du XIXe siècle en raison d’une interprétation phallocentrique des différents codes de conduites. L’arrivée au pouvoir du roi Ang Duong s’officialise alors que le pays représente l’arène politique de ses deux voisins : le Vietnam et la Thaïlande (autrefois le Siam). Le roi Ang Duong poursuit un processus administratif afin d’initier une adaptation misogyne du chbab srey. Il débute également de nombreuses réformes et l’écriture de divers chbab (chbab srey, chbab pros). Il est mentionné que les motivations littéraires du roi se reposent sur ses rancœurs envers sa nièce Ang Mey. Celle-ci détient l’appui des Vietnamiens alors que le roi Ang Duong conserve l’appui des Siams. Peu avant le règne du roi Ang Duong, les vietnamiens parviennent à prendre le contrôle et couronner Ang Mei au pouvoir. Jumelées aux persécutions vietnamiennes, le couronnement de Ang Mei répand un sentiment de rancœur au roi Ang Duong et sa population. C’est à travers ses nombreuses réformes et codes de conduites que le roi Ang Duong oriente la littérature khmère vers une vision misogyne. D’ailleurs, le Chbab Srey veille à corriger le comportement des femmes en plus de restreindre ses ambitions. Ang Mei, quant à elle, reflète une figure de la tutelle vietnamienne auprès de la pensée populaire cambodgienne.

## Signification du «chbab srey»

### Traduction du poème intégral
Le contenu du Chbab Srey s’est transmis à l’oral du XIVe au XIXe siècle avant d’être introduit dans la littérature khmère. Le « père » de la poésie khmère Krom Ngoy s’y réfère dans ses œuvres. La version originale du roi Ang Dung se réfère à une narratrice à la troisième personne. Il s’agit de la mère d’une nouvelle mariée qui donne des conseils à sa fille pour préserver la prospérité familiale. La mère discipline sa fille à obéir et respecter son mari, marcher et parler doucement ainsi que maintenir une séparation entre la vie familiale et la communauté.
« Votre jupe ne doit pas froisser lorsque vous marchez. Vous devez être patient et ne manger que lorsque les hommes de votre famille ont fini. Vous devez servir et respecter votre mari en tout temps, et surtout, vous ne pouvez pas toucher la tête de votre mari sans d'abord vous saluer. Vous devez prouver votre patience et ne jamais répondre à la colère de votre mari. L'école est plus utile pour les garçons que pour les filles. La place d’une femme est à la maison, elle s’occupe de son mari et de ses enfants ». 
Le Chbab Srey contient 225 vers sur l’image de la « femme khmère parfaite ». Celle-ci se doit de réaliser l’intégralité des tâches domestiques, garder le silence pour le maintien de la paix familiale et pardonner son mari. Le Chbab Srey fait référence aux « trois flammes » qu’une femme se doit de protéger pour la préservation de l’harmonie familiale, notamment le respect aux parents, le respect à son mari et le contrôle sur la propagation du commérage. Il englobe l’intégralité des sphères sociales d’une femme en incitant une attitude distincte en société, en famille et à la maison. 
Contrôlez les flammes ; ne les laissez pas se répandre en soufflant dessus. Sinon, ils se disperseront, se répandront et brûleront tout le monde. (Traduction, lignes 37-38),.
N'apportez pas de flamme extérieure à domicile ; en soufflant obstinément dessus et la voir se transformer en feu. Prenez le contrôle d’une flamme intérieure (dans la famille), et ne la laissez pas sortir pour qu’elle se transforme en feu à l’extérieur (Traduction, lignes 39-40) ,.
Une flamme que vous devez garder est celle des bonnes actions de vos parents qui ont pris soin de vous. Et fille, engagez-vous sur le chemin, servez vos parents et ne leur faites pas de mal. (Traduction, lignes 45-46),.

Une flamme à respecter envers votre mari est celle d'avoir régulièrement des relations sexuelles avec lui. Et certainement le servir. Ne le fâchez pas et ne le décevez pas. (Traduction, lignes 50-51),
Dès leur jeune âge, les filles sont soumises à un enseignement de la vie maritale avec le Chbab Srey. Le code de conduite donne des conseils spécifiques sur les comportements attendus d’une « bonne épouse ». Les leçons d’une bonne épouse se détaillent aux « Sept Caractéristiques », dans laquelle l’obéissance d’une femme est synonyme d’une « bonne épouse » alors que la résistance d’une femme est synonyme de « mauvaise épouse ». 
Même si votre mari vous insulte, allez au lit et réfléchissez à ce propos. Revenez vers lui et utilisez des mots doux pour rectifier son erreur. Même si votre mari vous réprimande, n'oubliez pas de le garder pour vous. Si quelque chose ne va pas, n’oubliez pas les conseils qui vous ont été donnés. Si vous n’avez pas peur et n’écoutez pas les conseils qui vous ont été donnés, (vous ne créerez) que des arguments. (Traduction, lignes 79-83),
.

### Compréhension du message
Les poèmes didactiques dans le Chbab Srey visent à intégrer la vision d’une femme vertueuse. Initialement enseigné à l’oral, la méthode didactique permet une mise en application rapide et sans questionnements de ses principes. Dès leur jeune âge, les filles sont initiées aux responsabilités domestiques. Toutes les sphères de leur vie relèvent du chbab srey : l’habillement, la posture, le comportement, et même les activités conjugales. La pression du mariage en bas âge et le manque de soutien parental au niveau de l’éducation illustrent l’influence du Chbab Srey. Le statut social de la femme dépend directement de celui de son mari et de sa famille.

## Évolution du code de conduite à travers le temps

### Période précoloniale (avant 1863)
La société cambodgienne en période précoloniale se définit par une stabilité sociale et une conception traditionnelle des valeurs monarchiques et bouddhiques. La société se divise en cinq catégories, notamment la royauté (sdech), la noblesse (neamoeun montrey), le peuple moyen (reastr), la paysannerie (incluant le sangha et les esclaves) et les non-khmers. Les groupes sociaux et ses changements sont influencés par l’hérédité, le patronage et les mariages. Alors que l’éducation aux temples-écoles locaux est strictement réservée aux garçons, les filles utilisent le mariage afin de rehausser leur statut social. Il s’agit de la seule méthode permise aux femmes quant aux changements liés aux mobilités sociaux . Les moines instruisent les garçons alors que les femmes éduquent leur jeune fille à domiciles. Malgré leur jeune âge, les filles sont amenées à se marier et se dévouer à leur mari. Le Chbab Srey débute par l’enseignement d’une mère à sa fille à domicile.

### Colonisation française (1863-1953)
Le 11 août 1863, le Cambodge se soumet à la tutelle française. La société cambodgienne traditionnelle connaît d’importants changements par l’instauration d’une structure pyramidale. La pression occidentale divise la société en trois, dans laquelle le monarque triomphe d’en haut, suivis des fonctionnaires et la classe ouvrière. Au début du XXe siècle, l’influence occidental se discerne au niveau de l’éducation. Les temples-écoles incarnent les institutions scolaires officielles. Les enseignants et les moines continuent de se référer à l’héritage littéraire khmer malgré l’autorité française. Les recueils cambodgiens et les codes de conduites interprètent l’identité khmère à laquelle le peuple cambodgien se rattachent. Bien que les français respectent le système d'éducation cambodgien, ils tentent de limiter l'opposition « anti-français » par l'instauration de nouvelles structures scolaires. La modernisation occidentale des temples-écoles permettent même aux filles de fréquenter certaines sections des institutions scolaires. De plus, la modernisation du système d’éducation introduit une nouvelle démarche liée à la mobilité sociale. Pour la première fois, il est possible d’influencer son statut social avec son éducation. Néanmoins, l’enseignement de masse du Chbab Srey aux temples-écoles dévalorise l’image de la femme avec ses contraintes professionnelles. Le statut de la femme dans la société khmère se voit discrédité.

### Régime Sihanouk (1953-1970)
À la suite de sa déclaration d’indépendance le 9 novembre 1953, la société cambodgienne connaît une restructuration sociétale. Quatre groupes sociaux se modulent sous le régime de Sihanouk, notamment la royauté et ses fonctionnaires, le sangha, le peuple et la paysannerie. Cette période se distingue par la valorisation de la religion bouddhiste theravada et de la richesse économique. L'aspect économique permet à celui qui est capacité de revendiquer une place auprès des classes sociaux supérieures. Aux yeux de la société khmère, l’intégration au sangha représente une vocation plus notable que celle des fonctionnaires. Toutefois, les épanouissements religieux et économiques demeurent exclusivement réservés aux hommes. Les intentions de l'État cambodgien, sous Sihanouk, visent à l’équité des genres. D’ailleurs, la contribution sociale de la femme khmère se modernise sous le Sangkum Reasrt Niyum. Bien que le statut social d’une femme soit déterminé par sa famille et son mari, il devient acceptable pour celle-ci d ’utiliser son éducation afin d’améliorer son niveau de vie. Dorénavant, les femmes peuvent enseigner dans des institutions scolaires ou travailler auprès de la fonction publique. Ces nouvelles possibilités de carrière peuvent connaître des embuches en raison d’une mentalité phallocentrique, « l’homme est supérieur à la femme » ,toujours présente.

### La République Khmère (1970-1975)
Soutenu par les américains, le général Lon Nol prend le pouvoir du pays dans un état d’urgence. Les inégalités de richesses s’agrandissent entre les élites et les partisans. Malgré des structures administratives similaire au régime Sihanouk, la royauté ne représente plus la classe supérieure. Les généraux militaires et les élites en relation avec le général Lon Nol remplacent la classe la plus élevée de la société. Le rôle de la femme se réfère toujours à la littérature khmère, plus précisément au chbab srey. Une campagne de communication nationale incite les femmes à rester à domicile et exercer les tâches domestiques. En effet, le « vrai » rôle de la femme serait à la maison. Une augmentation du taux d’enlèvement de jeunes filles en milieu rural illustre les nouveaux enjeux sociaux, soit la corruption des soldats et des commandants et les maisons de prostitutions réservées aux soldats de Lon Nol.

### Régime Khmer Rouge (1975-1979)
Le régime des Khmers Rouge abolissent les éléments culturels, notamment le bouddhisme et ses vestiges. Les Khmer Rouge poursuivent la quête de la société angkorienne, dénuée de toute caractéristiques coloniales. Leur but est l’abolition des classes sociaux qui ont façonné les derniers régimes. C’est pourquoi les intellectuels et les membres de la classe bourgeoise personnifient les opprimés du régime Khmer Rouges. Le règne des Khmers Rouges présente la période la plus équitable entre les sexes que le Cambodge ait connue depuis l’époque préclassique. L’article 13 de la constitution des Khmer Rouge, dans laquelle l’objectif est l’égalité au sein d’une société harmonieuse, justifie ce constat. Durant cette période, trois rôles se distinguent chez la femme, soit sa contribution à la révolution, ses tâches domestiques et son rôle de reproduction.

### République du peuple Kampuchea (1979-1989)
À la suite de la chute du régime de Pol Pot, la société cambodgienne réinstaure sa culture en gardant en mémoire une société dans laquelle la femme est inférieure à l’homme. L’absence de femmes dans l’arène politique prouve un mécanisme traditionnel axé sur l’inégalité des genres. En fait, certains justifient le manque de femmes en politique par le manque d’éducation alors que l'héritage laissé par le Régime Khmers Rouge illustre un pays privé de la majorité de ses intellectuels (autant les hommes que les femmes).

### Version moderne du «chbab srey»

#### Cheminement entre la version originale et la version moderne
Le Chbab Srey demeure au programme d’éducation cambodgien (même) à la suite du génocide des Khmers Rouges. Jusqu’en 2007, les étudiants se devaient de mémoriser les poèmes tirés du Chbab Srey. En 2007, le MoEYS (Ministry of Education, Youth and Sport) propose une version simplifiée du Chbab Srey à la suite des réquisitions du Ministry of Women’s Affairs. Des citations importantes tels que « Le bonheur d’une famille vient d’une femme » et « Le mauvais caractère d’une femme conduit les autres à mépriser son mari » doivent être enseignées aux élèves de collège (niveau 7 à 9) jusqu’en 2015.

## Enjeux contemporains

### Violence domestique
Malgré son retrait officiel du programme scolaire, le Chbab Srey laisse en héritage une société cambodgienne inégalitaire. L’angle patriarcal des codes de conduites, dont le Chbab Srey et le Chbab Pros, serait responsable de la violence domestique généralisée dans la communauté cambodgienne. La violence demeure tolérée lorsque son usage se réfère à des motivations disciplinaires. La mentalité traditionnelle khmère suggère que la violence domestique concerne uniquement la sphère privée. C'est pourquoi la banalisation de l'enjeu se ressent à l'échelle nationale.
Selon des recherches menées par LICADHO (Cambodian Leangue for the Promotion and Defense of Humain Rights), 43% des victimes de violences domestiques se réconcilient avec leur mari violent, 29% des cas finissent en divorces avec aucune trace au dossier criminel de l’abuseur et 22% des situations se concluent dans un procès criminel. Un pourcentage de 6% se catégorise dans « autres » (dans lequel on y réfère un cas de suicide).
La majorité des plaintes reliés aux violences domestiques se résout de façon similaire. La femme est découragée par les autorités locales ou le chef du village à entreprendre des démarches de poursuite et d’opter pour une réconciliation immédiate avec son mari. La femme se voit également blâmée de la situation. Le discours populaire mise sur une responsabilité égale (de l’homme et de la femme dans le couple) au sujet de la violence domestique.
En 2015, le Cambodge déclare que la violence domestique doit être punie sous le code criminel. D’ailleurs, une loi sur la violence domestique est en vigueur. Cette loi donne le pouvoir aux tribunaux d’émettre des ordonnances de protections et aux autorités locales d’intervenir dans une situation de violence conjugales.

### Viol
Selon Amnesty International, aucune statistique fiables sur le viol au Cambodge est disponible. Cependant, les données dévoilent que les victimes d’abus sexuels sont de plus en plus jeunes. Traditionnellement, les femmes doivent préserver leur virginité jusqu'au mariage. Ainsi, un sentiment de honte naît lorsqu'une femme se fait violer, surtout avant le mariage. Le Chbab Srey énonce une inégalité des genres dans les foyers, qui s'impose également dans société. L'absence de dénonciation et la préservation du silence à ce sujet relèvent du Chbab Srey qui suggère d'éviter tout incident conflictuel.
Les accusations de viol sont rarement prises au sérieux par la communauté cambodgienne en raison des mythes à ce sujet
Mythe 1 : La femme est responsable du viol par son comportement de séduction et son habillement provocant.
Mythe 2 : La majorité des violeurs sont inconnus aux victimes
Mythe 3 : Les hommes sont inaptes à contrôler leurs désirs sexuels. Le viol est un évènement spontané.
Mythe 4 : La femme accuse à tort à 85% des cas.
Bien que la société cambodgienne se soit modernisée, la banalisation du viol demeurent un sujet d'actualité en raison de l'absence de recours et les contraintes liées aux dénonciations.

### Autres enjeux contemporains
Le Chbab Srey réside au cœur de la tradition khmère. Indirectement, le code de conduite voit sa contributions dans plusieurs autres enjeux contemporains, soit la prostitution, la vente de virginité, la traite des enfants, le SIDA au Cambodge, etc,,.